# Chiclayo
Chiclayo (prononcé en espagnol : [tʃiˈklaʝo]) est la principale ville de la région de Lambayeque au nord du Pérou sur la Panaméricaine, appelée localement route nationale PE-1N. L'agglomération est située dans la vallée fertile du rio Chancay, à 13 km de la côte de l'océan Pacifique, à 509 km au sud de la frontière équatorienne et à 770 km au nord de la capitale du Pérou, Lima. Chiclayo est située dans la vallée fertile du fleuve Lambayeque.
La ville a été fondée à proximité d'un important site archéologique pré-incaïque, dont les ruines constituent les vestiges d'une ville de l'empire des Huari du nord ayant existé du VIIe siècle au XIIe siècle.
Fondée en 1720 par des explorateurs espagnols sous le nom de "Santa María de los Valles de Chiclayo", elle fut déclarée comme "ville" le 15 avril 1827 par décret du président José de La Mar.
En 1835, le président Felipe Santiago Salaverry del Solar a nommé Chiclayo "ville héroïque" en reconnaissance du courage de ses citoyens dans la lutte pour l'indépendance, un titre qu'elle porte toujours. Parmi d'autres surnoms Chiclayo est appelée "Capitale de l'amitié" - en raison de la réputation d'amabilité de ses habitants - et la "Perle du Nord".
Chiclayo est l'une des plus grandes villes du Pérou, elle compte 738 000 habitants (2011).

## Étymologie
De nombreux récits historiques tentent d'expliquer l'appellation de Chiclayo.
Certains l'attribuent à un indigène connu sous le nom de "chiclayoc" ou "chiclayep" qui aurait transporté du plâtre entre les anciennes villes de Zaña, Lambayeque et Mórrope.
Une autre version affirme qu'à l'époque de la fondation de la ville, la région abritait un fruit de couleur verte appelé "chiclayep" ou "chiclayop", qui en langue mochica signifie "vert qui pend". Dans certaines villes des hauts plateaux de Cajamarca, les courges sont appelées chiclayos, ce qui prouverait que ce fruit est à l'origine du nom de la ville.
Une autre source indique que le mot est une traduction de la langue moche éteinte, dérivé du mot cheqta qui signifie "moitié" et yoc qui signifie "propriété de".
D'autres sources disent que la langue mochica avait des mots similaires, comme Chiclayap ou Chekliayayok, qui signifie "endroit où il y a des branches vertes".

## Histoire

### Héraldique

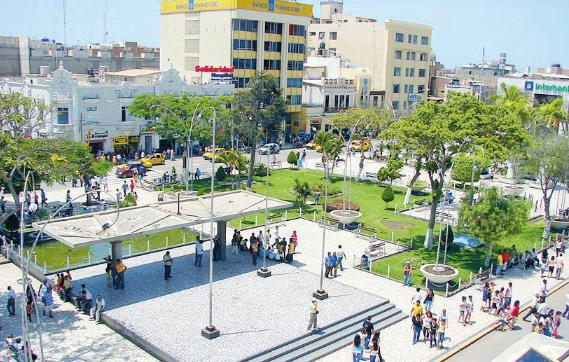
La Place d'armes

Les armoiries de la ville résument les caractéristiques importantes de la province, comme son attachement au catholicisme, mais aussi d'autres éléments liés à l'histoire, la géographie et la nature.
On distingue sur le blason :
- La croix blanche sur fond bleu, car la ville est dédiée à l'Immaculée Conception de la Vierge.
- Le Tumi, un couteau de cérémonie utilisé par la culture Lambayeque qui représente Naylamp personnage clé de la mythologie Sicán.
- La mer a toujours été très importante pour les ressources marines et les légendes qui lui sont associées.
- Les ressources agricoles de la vallée fertile du rio Chancay et leur transformation.
- L'Œdicnème du Pérou, l'oiseau typique de la région, appelé localement Huerequequeque parce que dans son chant, il semble dire "Huere-que-que-que-queque".

### Civilisations pré-colombiennes

#### Civilisation Moche
La civilisation Moche (Ier au VIIe siècle), occupait un territoire qui couvrait une grande partie de ce qui est aujourd'hui la côte nord du Pérou, englobant les départements d'Áncash, Lambayeque et La Libertad. Cette civilisation avait une vaste connaissance du génie hydraulique : ses habitants ont construit des canaux pour créer un système d'irrigation afin de soutenir l'agriculture. Ils ont ainsi produit des excédents agricoles, ce qui a favorisé la densité de la population et une économie au fort développement. La culture était caractérisée par l'utilisation intensive du cuivre dans la fabrication d'objets ornementaux, d'outils et d'armes.
À l'époque des Moche, Pampa Grande près de Chiclayo, était une capitale régionale importante.
Les Moche produisaient des céramiques aux motifs élaborés, représentant des thèmes religieux, des êtres humains, des animaux, des scènes de cérémonies et des mythes reflétant leur perception du monde. Ils étaient célèbres pour leurs portraits huaco, qui sont conservés dans les musées à travers le pays, mettant en valeur une expressivité, une perfection et un réalisme étonnants. La civilisation a disparu à la suite des catastrophes causées par El Niño.
En 2024, des restes d'un édifice religieux vieu de plus de 5000 ans ont été découverts. Dans une vidéo diffusée par le ministère péruvien de la Culture, le chercheur Luis Muro a déclaré "Il est possible que nous soyons face à une enceinte religieuse vieille de 5000 ans".

#### Civilisation Sicán
La civilisation Sicàn (ou Lambayeque) a existé entre 700 et 1375 et a occupé le territoire qui est aujourd'hui le département de Lambayeque, y compris l'actuelle Chiclayo.
Elle s'est formée vers la fin de la civilisation moche et a assimilé une grande partie du savoir et des traditions culturelles moche. À son apogée (900-1100), la culture Sicàn s'étendait sur presque toute la côte péruvienne actuelle. Ses artisans excellaient dans l'architecture, la bijouterie et la navigation. Une sécheresse de trente ans autour de l'année 1020 accéléra la chute de cette civilisation.

### Période coloniale

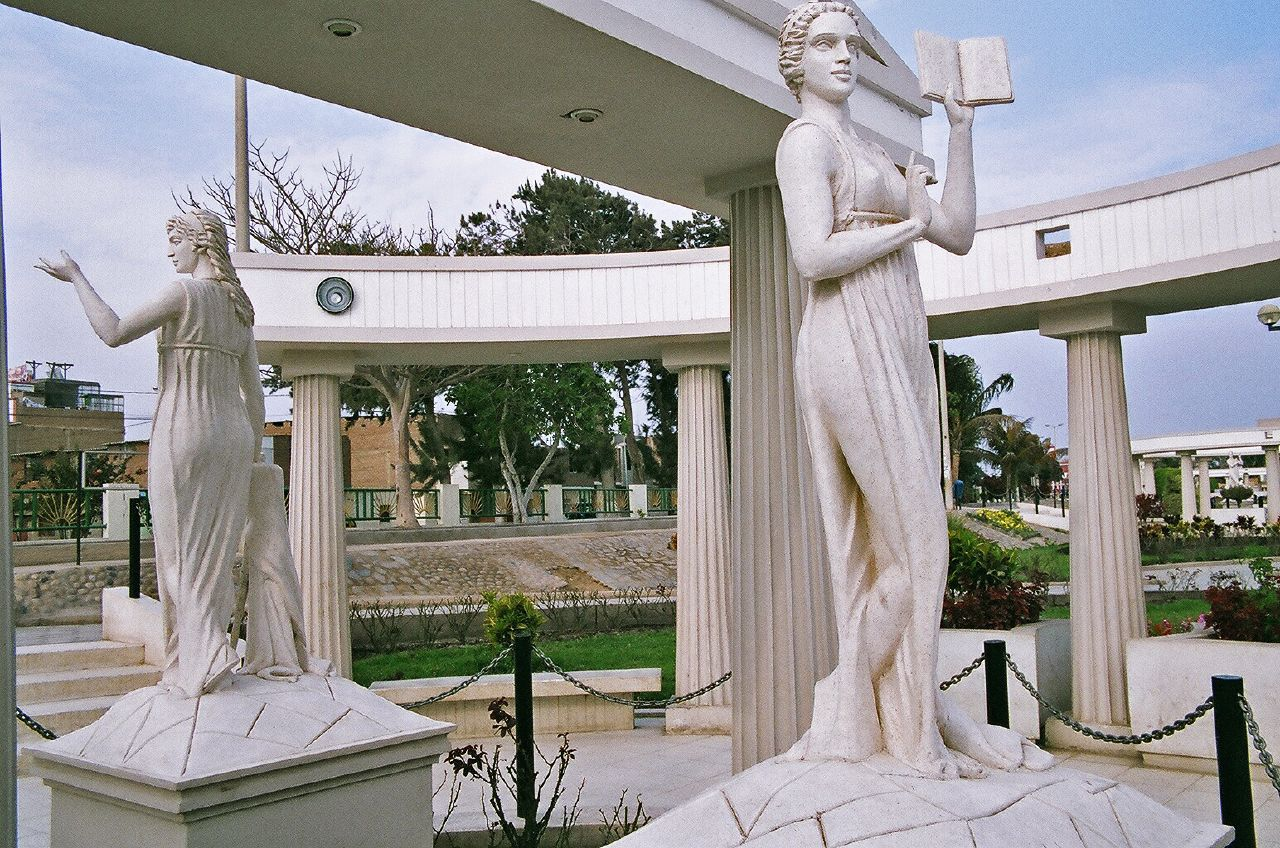
Chiclayo - Parc des Muses

Au début du XVIe siècle, Chiclayo était habitée par deux groupes ethniques : les Cinto et les Collique. Les chefs de ces ethnies ont fait don d'une partie de leurs terres pour la construction d'un couvent franciscain. Cette cession de terres a été approuvée par l'arrêté royal du 17 septembre 1585. Ainsi, sous l'impulsion de sainte Marie de Chiclayo et sous la direction du Père Frère Antonio de la Concepción, une église et un couvent furent érigés à Chiclayo. C'est la construction de ces édifices par les espagnols, qui fondât la ville de Chiclayo.
Contrairement à d'autres grandes villes coloniales péruviennes comme Lima, Piura, Trujillo, ou Arequipa, Chiclayo était habitée par une population majoritairement autochtone plutôt que par les colonisateurs.

### Période républicaine
Pendant la guerre d'indépendance péruvienne, Chiclayo a soutenu l'armée libératrice du général José de San Martín avec des soldats, des armes, des chevaux et d'autres ressources, sous la supervision du créole le plus progressiste, José Leonardo Ortiz.
Après l'indépendance, Chiclayo était encore un petit village. En 1827, Chiclayo est élevé au rang de ville.
Le 15 avril 1835, Chiclayo fut proclamée ville par le président de l'époque Felipe Santiago Salaverry, qui la déclara "ville héroïque" en reconnaissance des services rendus par sa population pendant la guerre d'indépendance. Le lendemain, la province de Chiclayo était créée la ville désignée comme sa capitale.

### Aujourd'hui
Chiclayo est désormais une importante ville péruvienne, capitale financière et commerciale du nord du Pérou. Sa situation géographique stratégique en fait une plaque tournante des chemins de fer, des communications et de l'automobile. Les grandes surfaces, les succursales bancaires, les entrepôts, les hôpitaux, les cliniques et les galeries d'art font partie de sa modernité.
Chiclayo est aussi connue comme la "Ville de l'amitié" et la "Perle du Nord" du Pérou.

## Géographie

### Administration municipale
À Chiclayo, le maire est le chef du gouvernement. Il est élu démocratiquement pour une période de quatre ans. Chaque district a également un maire, sous la supervision du maire de Chiclayo. Ils sont responsables de la coordination de l'action administrative gouvernementale dans leur district.
| Période   | Maire                      | Parti politique                          |
| --------- | -------------------------- | ---------------------------------------- |
| 1993–1995 | Arturo Castillo Chirinos   | AP-FREDEMO                               |
| 1996–1998 | Miguel Angel Bartra Grosso | AP-FREDEMO                               |
| 1999–2002 | Miguel Angel Bartra Grosso | Adelante Chiclayo                        |
| 2003–2006 | Arturo Castillo Chirinos   | AP-FREDEMO                               |
| 2007–2011 | Roberto Torres Gonzáles    | Todos por Lambayeque-Manos Limpias       |
| 2011–2015 | Roberto Torres Gonzáles    | Movimiento Regional de las Manos Limpias |
| 2015–2018 | David Cornejo Chinguel     | Alianza para el progreso                 |
| 2019–2022 | Marco Gasco Arrobas        | Podemos Perú                             |

### Les districts

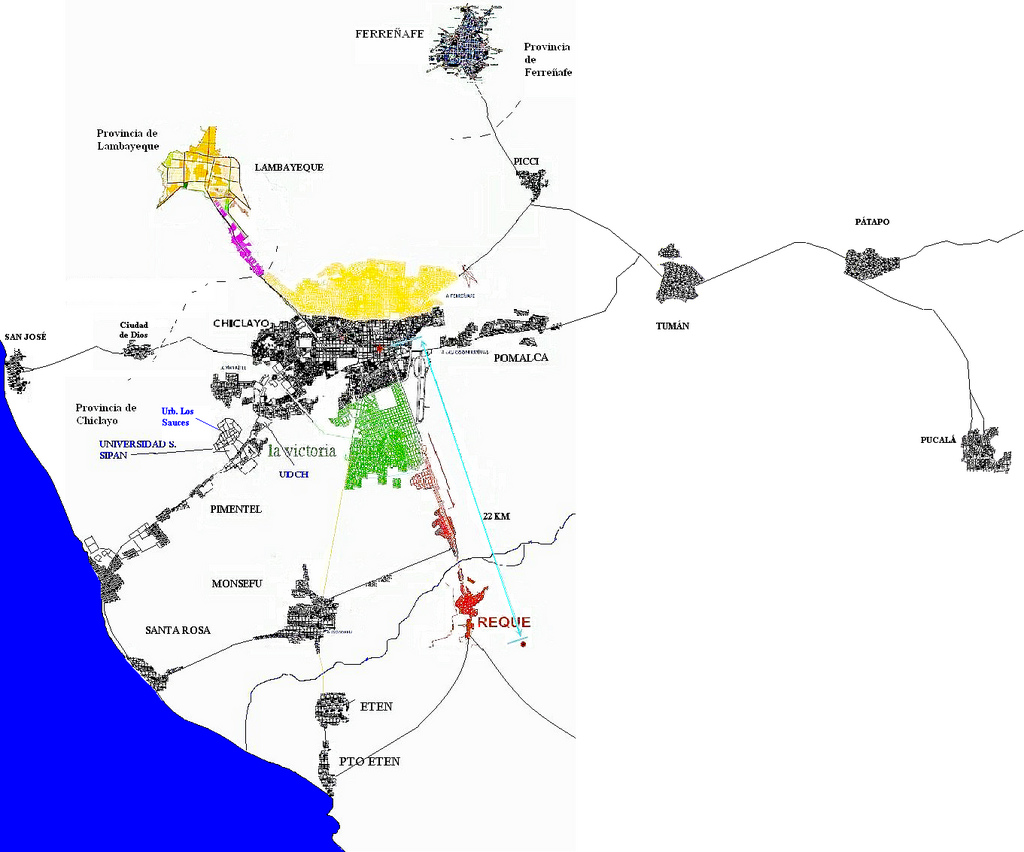
Chiclayo.

Le centre de Chiclayo comprend trois districts: Chiclayo, le district José Leonardo Ortiz et le district La Victoria. Trois autres quartiers se trouvent en périphérie de la ville centrale : Le district de Pimentel, le district de Pomalca et celui de Reque. Les districts sont subdivisés en lotissements. La surface totale de cette agglomération est de 252 km2.
L'ajout de Pimentel, Pomalca et Reque à la ville de Chiclayo a été proposé par un plan de 1992 appelé "Chiclayo 2020". Le programme a été remplacé en 2016 par le « Plan de Acondicionamiento Territorial » (PAT) et le « Plan de Desarrollo Urbano » (PDU).
Chiclayo fait partie de la région métropolitaine de Chiclayo-Lambayeque. L'aire métropolitaine comprend les six districts de Chiclayo énumérés ci-dessus et six autres : Lambayeque, Santa Rosa, Puerto Eten, Eten City, Monsefú et Reque. Soixante pour cent de la population de la région métropolitaine est concentrée dans les six districts de Chiclayo. La région métropolitaine comprend le centre de Chiclayo et les régions adjacentes, y compris la capitale provinciale de Lambayeque, dont certaines servent de villes dortoirs et fournissent des biens à Chiclayo.

### Climat
Chiclayo bénéficie d'un climat désertique chaud et très sec avec un soleil qui brille toute l'année. Pourtant, comme la ville est située dans une zone tropicale près de l'équateur, le temps devrait être chaud, humide et pluvieux. Cependant, son climat ressemble surtout à un climat subtropical, agréable et sec. Cela est dû aux vents forts qui abaissent la température maintenant un climat tempéré pendant la majeure partie de l'année, sauf pendant les mois d'été où la température augmente.
Périodiquement, tous les 7 à 15 ans, les températures sont plus chaudes avec des précipitations beaucoup plus élevées et une montée extrême de l'eau des rivières.
| Mois                                            | jan. | fév. | mars | avril | mai  | juin | jui. | août | sep. | oct. | nov. | déc. | année |
| ----------------------------------------------- | ---- | ---- | ---- | ----- | ---- | ---- | ---- | ---- | ---- | ---- | ---- | ---- | ----- |
| Température minimale moyenne (°C)               | 19,3 | 20,5 | 20,5 | 19,1  | 17,8 | 16,7 | 15,7 | 15,3 | 15,2 | 15,6 | 16,3 | 17,6 | 17,5  |
| Température moyenne (°C)                        | 23,4 | 24,3 | 24,3 | 22,8  | 21,1 | 19,9 | 18,8 | 18,4 | 18,3 | 18,8 | 19,7 | 21,8 | 21    |
| Température maximale moyenne (°C)               | 29,1 | 30,5 | 30,3 | 28,8  | 26,6 | 24,9 | 23,6 | 23,4 | 23,6 | 24,2 | 25,3 | 27,1 | 26,4  |
| Record de froid (°C)                            | 15   | 16   | 10,5 | 12,8  | 11   | 12,8 | 12   | 11   | 12   | 12   | 10   | 10   | 10    |
| Record de chaleur (°C)                          | 36,2 | 38   | 36   | 39,2  | 34,9 | 34,7 | 35,4 | 31,4 | 30,5 | 30   | 32,2 | 34   | 39,2  |
| Précipitations (mm)                             | 5,9  | 2,4  | 8,8  | 4     | 1,3  | 0,4  |      | 0,3  | 0,6  | 0,8  | 1,9  | 0,5  | 26,9  |
| dont nombre de jours avec précipitations ≥ 1 mm | 1,2  | 1,3  | 3,6  | 1,9   | 0,7  | 0,3  | 0    | 0,2  | 0,2  | 0,4  | 0,3  | 0,6  | 10,6  |
| Humidité relative (%)                           | 73   | 72   | 74   | 75    | 76   | 78   | 79   | 80   | 79   | 79   | 78   | 76   | 77    |

## Économie et transports

### Économie
Comme dans toute la région, l’agro-alimentaire est la principale branche économique de Chiclayo.
Le tourisme reste latent à cause, entre autres, du mauvais états des voies de communications régionales, malgré l'aéroport que possède la ville.
Par ailleurs Chiclayo concentre les enseignes financières et bancaires de la région.

### Transports aériens

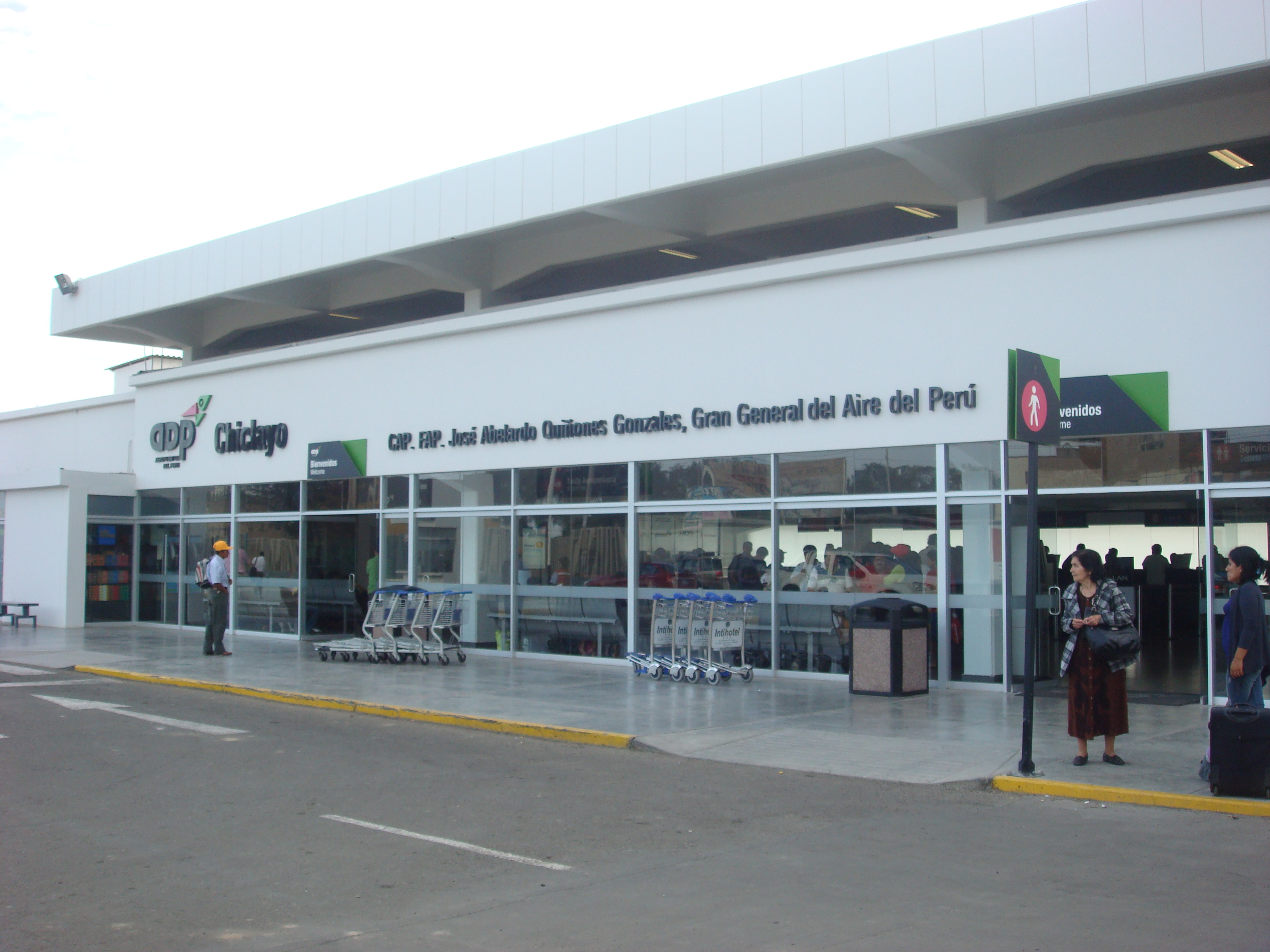
Aéroport de Chiclayo - Entrée du terminal passagers.

L'aéroport international "Capitaine FAP José A. Quiñones Gonzales" (IATA : CIX, OACI : SPHI) est le principal aéroport desservant Chiclayo et ses environs. Il est géré par ADP, un exploitant d'aéroport privé qui exploite divers aéroports dans le nord du Pérou. L'aéroport accueille des compagnies aériennes nationales, des compagnies aériennes internationales et des services d'approvisionnement en carburant. Le terminal a une piste de 2 520 m par 45 mètres.
Quatre compagnies aériennes desservent l'aéroport international de Chiclayo : LATAM Airlines et Viva Air Perú, qui offrent des vols intérieurs vers Lima. En juillet 2016, Copa Airlines a commencé les vols directs entre Chiclayo et sa plaque tournante au Panama, ce qui en fait le tout premier vol international à arriver dans la ville. La compagnie américaine Spirit Airlines a exprimé son intérêt à desservir Chiclayo à partir de sa plaque tournante à Fort Lauderdale, en Floride, aux États-Unis.

### Transports routiers
Chiclayo, en raison de sa situation géographique, sert de point d'interconnexion pour différentes villes du nord-est du pays. Elle possède plusieurs compagnies de bus qui desservent des villes telles que Lima, Trujillo, Piura, Cajamarca, Chota, Cutervo, Bagua, Jaén, Chachapoyas et Tumbes.
Pour répondre adéquatement à la demande de transport, la ville est desservie par deux terminaux terrestres différents, l'un situé à l'extrémité sud de la ville et l'autre à l'extrémité nord de la route panaméricaine. Un nombre important d'entreprises d'autobus possèdent leurs propres terminaux, dont beaucoup sont situés près du centre-ville et dans des zones avoisinantes. Ces autobus interprovinciaux contribuent à la congestion du centre-ville de Chiclayo. Pour tenter de résoudre le problème, le gouvernement de la ville a proposé un plan pour construire une gare centrale dans la ville.
Au niveau régional, il existe différents services publics tels que "combis" (minibus avec rabatteur), "cousters", "colectivos", qui fournissent des services dans les districts et provinces du département de Lambayeque. Il y a aussi un nombre écrasant de taxis privés (officiels ou pas) qui klaxonnent sans cesse dans tout le centre-ville de la ville, causant beaucoup de pollution sonore non désirée.

## Démographie
Le développement économique de Lambayeque s’accompagne également d’un accroissement démographique : la population a été multiplié par cinq lors des 70 dernières années. Le recensement officiel de 2007, près de 79,5 % de la population est urbaine. L’Indice de Développement Humain (IDH) qui est de 0.6271 dans la région, ce qui en fait la sixième du pays avec l’IDH le plus élevé.
Le dynamisme financier et économique dont bénéficie Chiclayo n’est pas partagé par les zones périphériques rurales. Cette différence entre le monde rural et urbain s’accompagne d'un processus de paupérisation liés à l’immigration vers les villes.  La pauvreté a été réduite de 38,2 % en 2010 et 24,7 % en 2013, mais 300 000 personnes continuent à vivre en situation de pauvreté. Certains districts périphériques de Chiclayo concentrent des zones de pauvretés, celui de « La Victoria » entre autres.
La mortalité infantile dans la région est en baisse passant de 38 % à 23 % en moyenne sur une période de dix ans. Toutefois, en 2015, le taux de malnutrition infantile reste encore de 50 % dans certains districts ruraux de la région.
Selon le recensement de la population et de l'habitation de 2007, 574 408 personnes habitent la zone située dans les limites de la ville de Chiclayo ou dans les six municipalités. L'aire métropolitaine a une population de 930 824 habitants ; elle comprend d'autres villes voisines comme Monsefú et Lambayeque dans un rayon de dix minutes par la route. À moins de trente minutes de voiture se trouvent, par ordre hiérarchique, Ferreñafe, Santa Rosa, Eten, Illimo et Tuman.
| District                                      | Superficie km2 | Population (2007) | Foyers (2007) | Densité (hab/km2) | Altitude | Distance du centre (km) |
| --------------------------------------------- | -------------- | ----------------- | ------------- | ----------------- | -------- | ----------------------- |
| Chiclayo centre                               | 50.35          | 260948*           | 60325         | 5182.7            | 27       | 0 km                    |
| José Leonardo Ortiz                           | 28.22          | 167717*           | 34641         | 5943.2            | 28       | 1,5 km                  |
| La Victoria                                   | 29.36          | 77699*            | 16447         | 2646.4            | 23       | 2,4 km                  |
| Pomalca                                       | 80.35          | 23092*            | 5802          | 287.39            | 29       | 7 km                    |
| Reque                                         | 47.03          | 12606*            | 3664          | 268.04            | 21       | 8 km                    |
| Pimentel                                      | 66.53          | 32346*            | 9301          | 486.2             | 4        | 11,9 km                 |
| Total                                         | 301,84 km2     | 574408*           | 130180        | 1903.02           | —        | —                       |
| *Données du recensement effectué par l' INEI. |                |                   |               |                   |          |                         |

Selon la direction de l'urbanisme de Chiclayo, d'ici 2020, le quartier de San José appartenant à la Province de Lambayeque sera complètement intégré à la ville de Chiclayo. Le district a une population de 12 156 habitants. La majeure partie du district est déjà liée avec le reste de Chiclayo.

## Éducation et culture

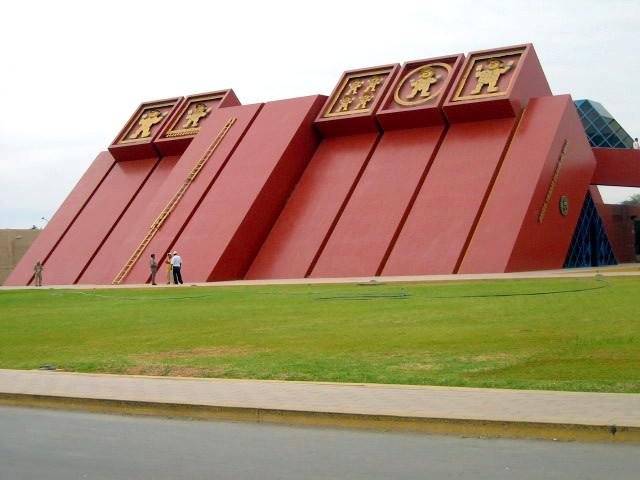
Tombes royales du Musée Sipan

### Offre touristique et culturelle
Bien que l’offre touristique et que l’activité culturelle soient en développement, pour autant la région ne se trouve qu’à la sixième place en ce qui concerne les visiteurs étrangers avec 35 184 visites pour les sites et complexes archéologiques, de plus le nombre total de touristes enregistrés dans la région n'est que de 778 000 sur l’année 2015.
Si la région de Chiclayo, par la diversité historique et archéologiques de ses sites bénéficie d'une reconnaissance sur le plan national, elle ne dispose encore que d’un dynamisme international faible .
Plusieurs acteurs se partagent la politique culturo-touristique de la région: la direction régionale du ministère du commerce extérieur et du tourisme compétente pour appuyer le corpus normatif sur les professionnels du tourisme et de la culture, et favoriser le développement touristique local. L’agence nationale PromPeru a de même pour prérogatives la promotion touristique du Pérou et l’information aux touristes. Finalement pour l’échelon régional, la Direction déconcentrée de la Culture s’occupe de la valorisation et la sauvegarde des sites culturels et musées de la région.
Bien que développant son attractivité, la région peine à se faire une place en tant que zone touristique internationale du Pérou, selon un rapport ministériel de 2016, on constate qu’aucun des sites historiques de la région ne figure dans les 15 sites les plus visités au Pérou par des touristes étrangers en 2016.

### Musées
Musée de Chiclayo et des environs:
- Musée Sipan de Huaca Rajada.
- Tombes royales du Musée de Sipán.
- Musée national de Sicàn.
- Musée national Hans Heinrich Bruning.
- Musée de la Vallée des Pyramides de Túcume.

### Éducation
Le gouvernement régional a pour objectif de faire valoir l’attractivité universitaire de la région dans le but d’attirer des étudiants des régions voisines. La région concentre ainsi 10 universités. Le taux de scolarisation en 2013 n’était pour les enfants de 11 ans que de 78 %, ce qui entraîne un taux toujours important du travail des enfants. Pour l’enseignement supérieur dans la région de Lambayeque, selon l’INEI le pourcentage de la population âgé de 3 à 16 ans et scolarisé est de 90,4 % en moyenne générale pour l’année 2010. Les universités occupent les zones urbaines les plus développées démographiquement et économiquement : Chiclayo et Lambayeque. De même, seules 9 % des personnes âgées de 15 à 29 ans ont poursuivi ou poursuivent encore des études dans l’enseignement supérieurs, chiffre à relativiser puisque dans  la tranche d’âge 30-59 ans le nombre de personnes ayant suivi des études supérieures est de 18,11 %. 
Pour l’année 2015, 14,6 % des hommes de 15 ans ou plus contre 13,2 % des femmes selon les mêmes critères, ont réalisé des études universitaires.
Liste des universités de Chiclayo,:
- Université catholique de Santo Toribio de Mogrovejo.
- Université privée de Juan Mejia Baca.
- Université Señor de Sipan.
- Université privée de Chiclayo.
- Université de Lambayeque.
- Université San Martín de Porres.
- Université César Vallejo.
- Université Alas Peruanas.
- Institut de la République fédérale d'Allemagne.
- Senati, Service national de formation industrielle.
- Université nationale Pedro Ruiz Gallo (n'est pas à Chiclayo mais près de la ville de Lambayeque, à 11 km).

## Tourisme
Le département de Lambayeque est l'un des plus touristiques du pays. C'était le foyer de l'ancienne civilisation des Moche qui ont créé certains des monuments et des œuvres d'art les plus ingénieux connus au Pérou antique. En 1987, les tombes royales des anciens souverains Moche ont été fouillées. Les artefacts trouvés dans la tombe ont été transférés au Musée de la Tombe royale de Sipan dans la ville de Lambayeque. Il y a aussi le Musée Brunning et le Musée Sicán à Ferreñafe. Ces musées présentent les magnifiques œuvres d'art anciennes produites par la civilisation Moche.
Les pyramides de Túcume se trouvent également dans cette zone. En 2007, plus de 306 000 touristes ont visité les musées de Lambayeque. Il y a plus de 20 pyramides d'adobe, toutes hautes de 40 mètres, avec une faune et une flore abondantes.
La réserve écologique de Chaparrí se trouve également dans la région et possède une biodiversité abondante.
Le département de Lambayeque offre une des meilleures cuisines du Pérou. Le plat le plus populaire dans cette région est le canard au riz.
La ville de Chiclayo, capitale du département, est la deuxième plus grande ville du nord du Pérou et a une vie nocturne animée.

### Principaux sites du patrimoine historique archéologiques

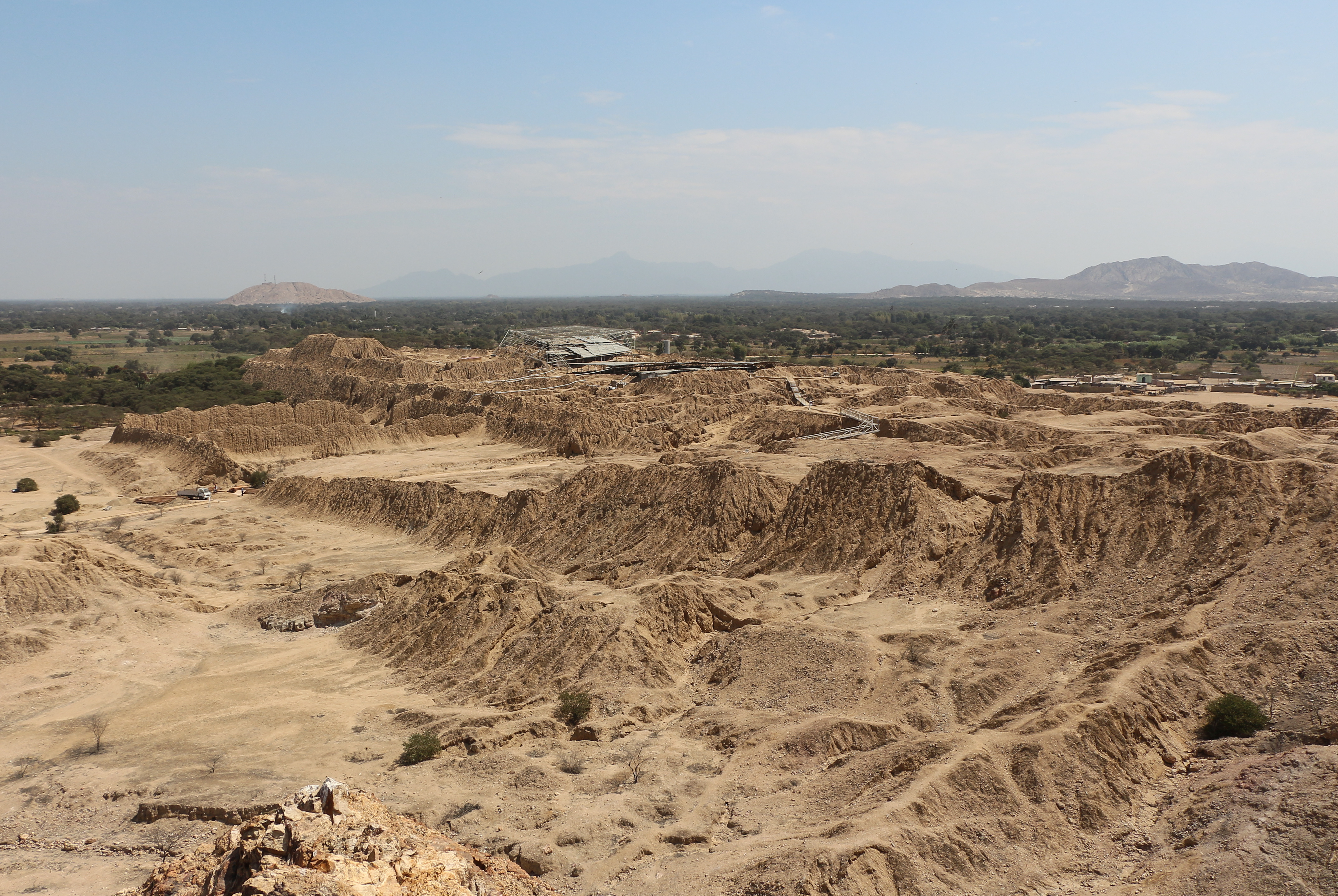
Site de Tucume

La région de Lambayeque est riche de civilisations préhispaniques ou précolombiennes et préincas : L'empire Moches ou Mochica, dès 100 dont la décadence en 700 coïncide avec l'extension de la civilisation Sican ou Lambayeque, laquelle se développa jusqu'en 1375 date à partir de laquelle l'empire Chimú contrôla la région. La région est la troisième région du Pérou (2015) qui attire le plus de touristes nationaux avec 285 753 visites de musées et lieux archéologiques.
- Huaca Rajada, ou tombe royale du Seigneur de Sipan[17]. Mis au jour en 1987 par l'archéologue Walter Alva il s'agit du plus important site de la civilisation Moche actuellement connu.
- Musée des Tombes royales de Sipán à Lambayeque, jouit d'une reconnaissance internationale. Le complexe est composé de la collection des pièces trouvées dans la Huaca Rajada et de la mise en scène de plusieurs éléments de la culture Moche ou Mochica, permettant une immersion totale du visiteur. Il s'agit du troisième site historique le plus visité du pays (visiteurs nationaux).
- Batangrande - ou Sicán Capitale de l'empire Lambayeque ou Sicán. Le complexe situé à 41 km de Chiclayo se compose de plus de trente temples ou plateformes dont la Huaca del Oro ou Tombe du seigneur de Sicán et la Huaca de la Ventana ou Tombe ouest, où a été découvert  le fameux « Tumi Lambayeque ».
- Musée National d'archéologie et d'ethnographie Heinrich Brüning à Lambayeque.
- Le complexe de Tucume et son musée archéologique à 33 km de Chiclayo. Seconde capitale de l'empire Lambayeque, elle héberge plusieurs Huacas ou pyramides de la période Lambayeque et Chimú.
- Le complexe Ventarron - Collud. Complexe pré-moche il comprend le plus vieux temple du continent sud-américain construit entre -3500 et -1 500 ans.
- Les ruines de Cerro Pátapo ou « ruines Huari du nord » vestiges d'une ville préhispanique entière, située près du village de Posope, dans le district de Pátapo, à 25 km à l'est de Chiclayo.

### Principaux lieux d'intérêts et patrimoine historique urbain

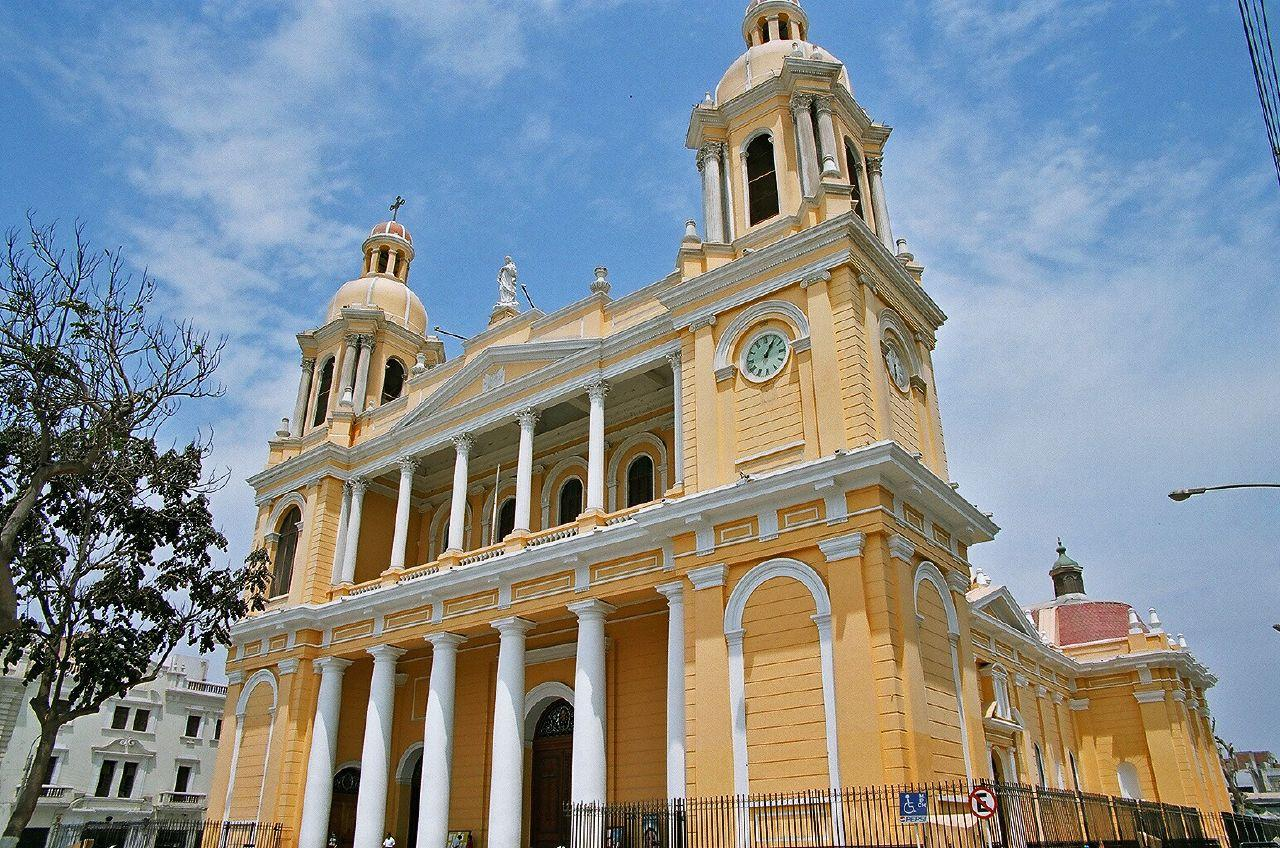
Façade de la cathédrale Sainte-Marie.

- La Plaza de armas (Parque Principal) est située au cœur de Chiclayo, elle a été construite en deux parties et dispose d'un bassin équipé de trois vannes d'eau qui donnent naissance à trois jets d'eau qui forment le drapeau du Pérou. Autour d'elle se trouvent des centres commerciaux, le RENIEC, sa belle cathédrale, l'Hôtel Royal, le Théâtre du Vieux Cinéma Tropical et Colonial, des bâtiments républicains et de nombreux lieux où tout touriste ou citoyen peut se rendre. Sa conception actuelle, avec peu de modifications, date de 1969 ; une plaque de bronze encore en place attribue la conception à l'architecte Carlos Garrido Lecca.
- La cathédrale Sainte-Marie, sur la place principale de la ville, est construite en style néoclassique et date de 1869, peut-être d'après les plans et dessins de Gustave Eiffel[18],[19]. La couverture est en deux corps, le premier est soutenu par des colonnes doriques et trois arcades, le second présente des chapiteaux corinthiens des balcons et des baies vitrées. Des deux côtés de la façade se dressent des clochers à coupoles. À l'intérieur, le transept met en évidence une belle sculpture du Christ. La cathédrale a été achevée vers 1945, mais les cloches n'ont été installées qu'en 1961. La cathédrale est le siège du diocèse de Chiclayo.
- Le Palacio Municipal se trouve sur le côté nord de la Plaza de armas sur la rue San José 823. Élégante construction datant de 1919, elle a coûté plus de 30 000 livres d'or et a été terminée en 1924. Le bâtiment est de style républicain avec de grandes fenêtres et des portes en fer forgé. Il a été détruit en partie par un incendie causé par une bagarre politique. Il a été restauré et est exploité comme un musée. La belle salle du Consistorial est utilisée plusieurs fois par an lors de cérémonies et d'événements spéciaux.
- La Chapelle de La Verónica, située rue Torres Paz 294. Construite à la fin du XIXe siècle. Déclarée monument historique national en 1987. Les autels sont recouverts de plaques d'or et d'argent.
- La basilique San Antonio est située entre la rue et l'avenue Paz Torres Luis Gonzales. Elle est d'une architecture moderne et simple datant de 1949. La salle principale est assez grande, avec des arcs et à l'autel, se dresse un crucifix articulé en bois polychrome.
- Le square Elías Aguirre est placé entre la rue Elias Aguirre et San José. C'était le premier endroit que pouvait voir les voyageurs en descendant du train à la gare d'Éten. La statue a été réalisée par le sculpteur péruvien David Lozano, sa construction date de 1924 et a été érigée en l'honneur du commandant Elias Aguirre, héros de Chiclayo lors de la bataille d'Angamos en 1879.
- La Bibliothèque Municipale José Eufemio Lora y Lora possède l'une des plus grandes installations de ce type au Pérou, mais sa collection est extrêmement pauvre et désuète. et ses moyens insuffisants. L'établissement n'a pas de succursales (il en faudrait quatre ou cinq seulement dans la capitale du district).
- Le Centre civique a été érigé à l'emplacement de la gare d'Éten lorsqu'elle a été fermée. Plusieurs services y sont regroupés; poste centrale, banque centrale, cors de justice, etc.
- Le Parc des enfants - Avec presque 2 ha c'est le plus grand et l'un des plus anciens parcs de la ville.
- Le passage Yortuque est une allée présentant l'histoire et la culture de la région de Lambayeque, Il est situé sur l'avenue Chinchaysuyo, entre les quartiers de La Victoria et Chiclayo[20].

### Principaux sites et éléments du patrimoine naturel
- Sanctuaire Historique du bois de Pomac : Réserve naturelle de la faune du bois de Pomac[21]
- La réserve de Chaparri, première zone protégée privée du Pérou. Elle s'oriente entre autres autour de la protection de l'Ours à lunettes et d'un oiseau, la Pénélope à ailes blanches appelé localement pava aliblanca.
- Le centre de conservation de l’ours à lunettes de Batangrande qui a également pour objectif de défendre la faune et la flore locale.

### Fêtes et éléments du patrimoine immatériel
L’association d'artisans Manos con Talento œuvre pour l’organisation et la valorisation de l’activité artisanale liée au coton natif.

## Personnalités de Chiclayo

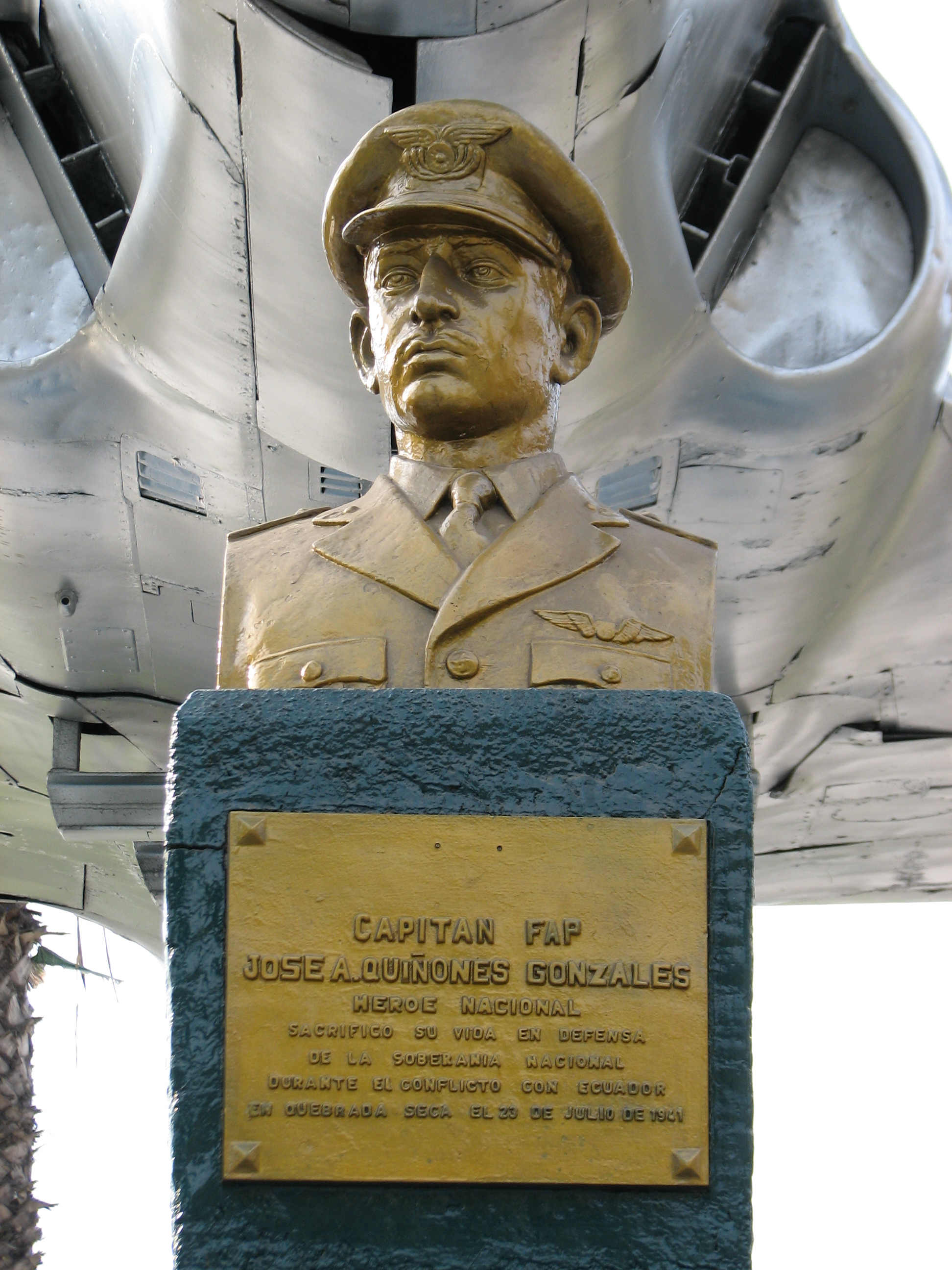
Statue de José Quiñones Gonzáles

- José Quiñones Gonzáles héros national de l'aviation. Né le 22 avril 1914 dans le district de Pimentel, sur la côte de la province de Chiclayo, il a fait ses études primaires au National College San Jose City Chiclayo, puis a été transféré à Lima et a poursuivi ses études secondaires au Colegio sacred Hearts Recoleta et a terminé au National College of Our Lady of Guadalupe, avant de servir au Pérou comme pilote des Forces aériennes. Dans le conflit contre l'Équateur, il a été touché par l'artillerie équatorienne et n'a pas sauté en parachute de l'avion pour sauver sa vie, mais s'est écrasé sur la cible ennemie.
- Augusto B. Leguia a été président du Pérou. Augusto Leguia (Lambayeque, 19 février 1863 - Callao, 6 février 1932) était un homme politique péruvien qui a été président de la Constitution péruvienne pendant quatre périodes : 1908-1912, 1919-1925 (avec une période transitoire préalable), 1925-1929 et 1929-1930. Les trois dernières périodes, totalisant onzième année consécutive, sont connues collectivement sous le nom d'Oncenio. En tout, il a gouverné pendant 15 ans et est le président péruvien qui a gouverné le plus de fois.
- Luis Castañeda Lossio Maire de Lima. Óscar Luis Castañeda Lossio (Chiclayo, 21 juin 1945) est un avocat et homme politique péruvien, fondateur et président du Parti de la solidarité nationale. Il s'est présenté aux élections générales de 2000 au Pérou et aux élections générales de 2011, se classant cinquième à ces deux occasions. Il a été maire de Lima de janvier 2003 à octobre 2010, date à laquelle il a démissionné pour se présenter une deuxième fois à la présidence de la République.
- Gerardo Pastor Boggiano, maire de Chiclayo (1970-1974).
- Yehude Simon Munaro, ancien ministre, chef de cabinet (Lima, 18 juillet 1947 -).
- Viviana Rivasplata mannequin, Miss Pérou 2001.
- Miguel Baca Rossi, sculpteur.
- Elías Aguirre, héros de la marine, second commandant à bord du "Huáscar" en 1879.
- Eduardo Orrego Villacorta, architecte et homme politique.
- Juan Mejia Baca, directeur de la Bibliothèque nationale du Pérou.
- Javier Velásquez Quesquén, avocat et homme politique. Président du Congrès et chef de cabinet en 2009-10.
- Carlos Eduardo Samamé Quiñones, commandant en chef de la Force aérienne péruvienne.
- Tania Libertad, chanteuse internationale[22].
- Luis Castañeda Lossio (1945-2022), politicien péruvien.
- Le pape Léon XIV (Robert Francis Prevost) a été évêque du diocèse de Chiclayo de septembre 2015 à janvier 2023.